# インサイクリニド
インサイクリニド（英：Incyclinide、提案された商品名Metastat）は、化学的に修飾されたテトラサイクリン系抗生物質であり、酒皶、様々な腫瘍、アレルギー性疾患、炎症性疾患、その他多くの疾患の治療薬として臨床試験が行われた。
動物実験のデータから、インサイクリニドを中枢神経に投与すると、アンジオテンシンII誘導性高血圧において、視床下部室傍核の小膠細胞介在性の神経炎と交感神経の活性化が阻害されることが示唆された。これは高血圧の動物モデルにおいて、腸内微生物叢の特異な変化やprofound attenuation of gut pathologyと関連していた。

## 作用機序
他のテトラサイクリン系抗生物質と同様に、インサイクリニドはマトリックスメタロプロテアーゼを阻害する。従来のテトラサイクリンとは対照的に、抗生物質としての性質はない。

## References
1. ↑  Reuters: CollaGenex says incyclinide ineffective for rosacea
2. ↑  “Neue Wirkstoffe - Incyclinid” (German). Österreichische Apothekerzeitung (14/2007):  655. (2 July 2007).
3. ↑  ClinicalTrials.gov: Incyclinide
4. ↑  “Microglial Cells Impact Gut Microbiota and Gut Pathology in Angiotensin II-Induced Hypertension”. Circulation Research 124 (5):  727–736. (March 2019). doi:10.1161/CIRCRESAHA.118.313882. PMC 6395495. PMID 30612527.
5. ↑  “Incyclinide”. Drugs of the Future 32 (3):  209–214. (2007). doi:10.1358/dof.2007.032.03.1083308.